# コーヒービル (アラバマ州)
コーヒービル (Coffeeville) は、アメリカ合衆国アラバマ州クラーク郡に位置している町である。

## 地理
ランシングは、北緯31度45分40.543秒、西経88度5分0.940秒 (31.761262, -88.089150) に位置している。
アメリカ合衆国統計局によると、この町は総面積11.7 km2 (4.5 mi2) である。このうち11.7 km2 (4.5 mi2) が陸地で水地域は存在しない。

## 人口動静
2000年現在の国勢調査で、この町は人口360人、165世帯、及び97家族が暮らしている。人口密度は30.8/km2 (79.7/mi2) である。17.9/km2 (46.3/mi2) の平均的な密度に209軒の住宅が建っている。この町の人種的な構成は白人61.11%、アフリカン・アメリカン38.89%、ネイティブ・アメリカン0.00%、アジア0.00%、太平洋諸島系0.00%、その他の人種0.00%、及び混血0.00%である。ここの人口の0.00%はヒスパニックまたはラテン系である。
165世帯のうち、22.4%が18歳未満の子供と一緒に生活しており、40.6%は夫婦で生活している。13.9%は未婚の女性が世帯主であり、41.2%は家族以外の住人と同居している。40.6%は独身の居住者が住んでおり、21.2%は65歳以上で独居である。1世帯の平均人数は2.18人であり、家庭の場合は、2.95人である。
人口の23.9%が18歳未満で、6.9%が18歳から24歳、23.1%が25歳から44歳、25.3%が45歳から64歳、20.8%が65歳以上である。平均年齢は42歳である。女性100人に対し、80.9人が男性である。18歳以上の女性100人に対し、80.3人が18歳以上の男性である。
この町の世帯ごとの平均的な収入は19,545 USドルであり、家族ごとの平均的な収入は33,125 USドルである。男性は29,000 USドルに対して女性は17,500 USドルの平均的な収入がある。この都市の一人当たりの収入 (per capita income) は16,886 USドルである。人口の25.6%及び家族の18.8%は貧困線以下である。全人口のうち18歳未満の42.2%及び65歳以上の19.7%は貧困線以下の生活を送っている。